# Aiwa
Aiwa ( ア イ ワ? ), registrada como Aiwa Corp., é uma empresa de eletrônicos de consumo japonesa, sediada em Chicago e na cidade Kosaka, no Japão, desde 2015. Aiwa era originalmente uma empresa japonesa fundada em 1951 e já era uma marca mundialmente bem conhecida, por fazer produtos de áudio, como alto-falantes, boomboxes e sistemas estéreo. Foi a líder de mercado em várias categorias de produtos. Aiwa criou o primeiro gravador de cassetes japonês em 1964. A empresa estava listada na Bolsa de Valores de Tóquio de outubro de 1961 a setembro de 2002.
A empresa entrou no vermelho no final da década de 1990 e foi comprada pela Sony em 2002. Aiwa foi então marcada como uma nova divisão focada na juventude da Sony, mas não teve êxito e a marca foi interrompida em 2006. Em 2015, uma empresa americana de áudio, a Hale Devices Inc., obteve os direitos sobre a marca icônica, o que lhe permitiu mudar sua razão social para Aiwa Corporation, e a partir daí passou a produzir equipamentos de áudio. 

## História

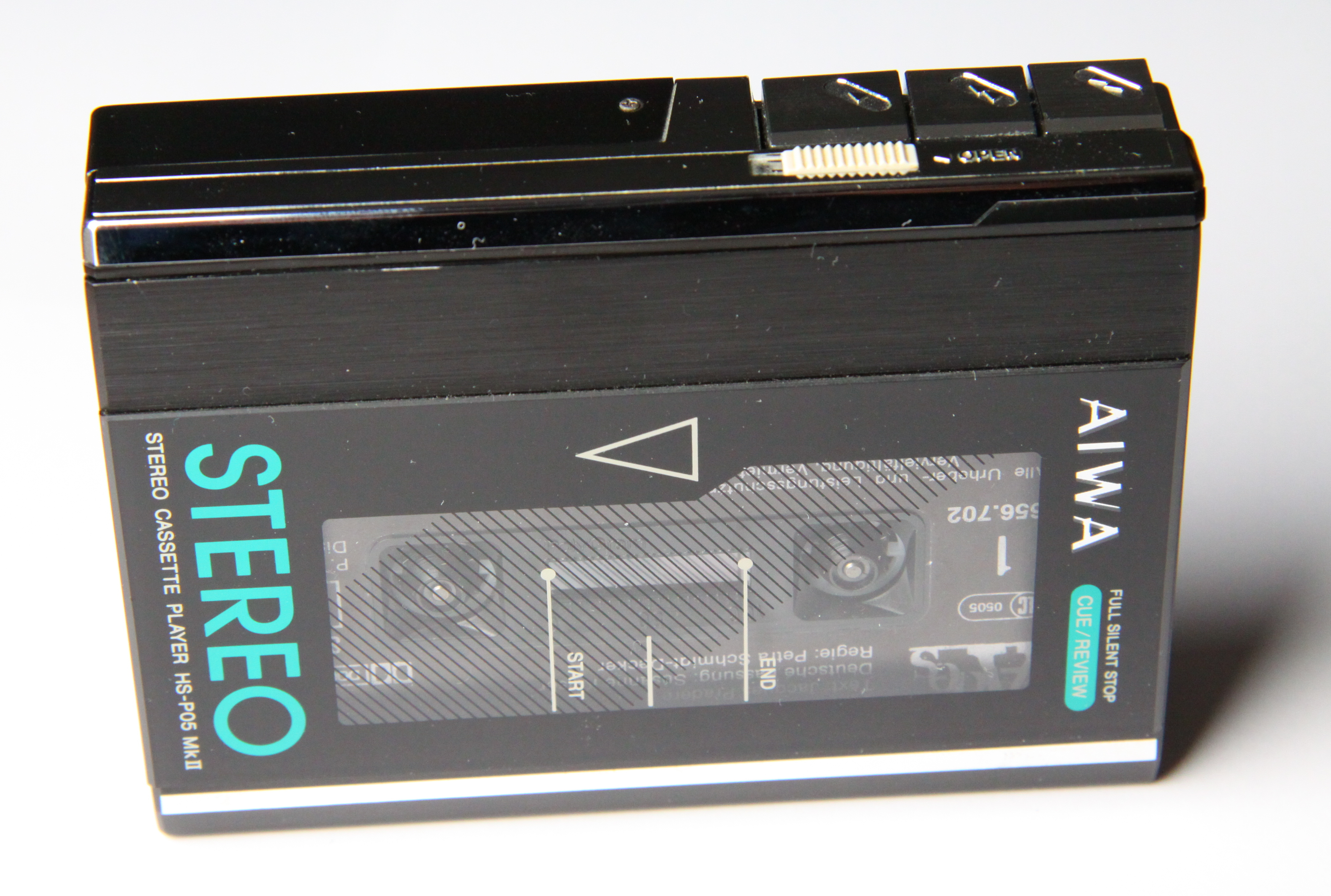
Reprodutor de fita cassete AIWA HS-P05 Mk II da década de 1980.

A empresa foi fundada em junho de 1951 como Denki Sangyo AIKO Co., Ltd., fabricante de microfones. Em junho de 1958 as ações da empresa foi registrado para over-the-counter comércio. Ele mudou seu nome para Aiwa Co., Ltd. em outubro de 1959. No ano seguinte, viu a abertura de uma fábrica em Utsunomiya, uma cidade situada cerca de 60 quilômetros ao norte de Tóquio. Seu estoque foi listado na segunda seção da Bolsa de Tóquio em outubro de 1961.
Um desenvolvimento fundamental aconteceu em fevereiro de 1964, quando Aiwa introduziu o primeiro gravador cassete japonesa, o TP-707. Gravadores de cassetes, leitores, decks e tornou-se área de produtos da empresa principal, e permaneceu assim através dos anos 1970. Em fevereiro de 1967 Aiwa estabeleceu outra fábrica em Iwate. Dois anos mais tarde Sony Corporation comprou uma participação majoritária na Aiwa, que se tornou uma empresa afiliada da Sony. Aiwa, no entanto, continuou a operar de forma bastante independente, e suas ações negociadas publicamente permaneceu.
Durante a década de 1970 Aiwa fez uma investida agressiva para o exterior. No final de 1970 a empresa formou uma joint venture em Hong Kong chamado Aiwa / Dransfield & Co., Ltd. O Oriente Médio foi identificado como uma arena fundamental para o crescimento das exportações, e Aiwa, em 1973, estabeleceu uma joint venture no Líbano chamada Vendas & Aiwa Service Co. momento da empresa foi propício, como a crise do petróleo que começou logo tornou o mercado um Oriente Médio mais atraente por causa do início da recessão na Europa e América do Norte. Em meados da década Aiwa reivindicou uma participação aproximada de 30% da média do mercado gravador Oriente. Aiwa também fez uma jogada cedo em produção no exterior, com o estabelecimento de uma fábrica em Singapura em 1974 atrasado. No ano seguinte, abriu a Aiwa Utsunomiya Fábrica do Norte (a fábrica Utsunomiya outros tornou-se conhecido como a Fábrica do Sul) e seu estoque foi listado na primeira seção da bolsa de Tóquio.
Mais tarde, na década de 1970 o Oriente Médio tornou-se um mercado menos atraente como a concorrência ea instabilidade política aumentou. Aiwa agiu rapidamente para diminuir sua dependência da região em conflito, tendo como alvo a Europa e América do Norte para a expansão. De 1976 a 1978, a empresa estabeleceu subsidiárias de vendas no Reino Unido, Alemanha e Estados Unidos. Até o final da década, as vendas na Europa e América do Norte responderam por 65% de todas as exportações, um aumento substancial ao longo dos aproximadamente 50% os níveis no início da década. No final de 1970 Aiwa também expandiu sua linha de produtos para a área de sistemas de Minicomponent estéreo, um segmento cada vez mais popular do mercado de áudio, sistemas de Aiwa da mini desde som de alta qualidade e poder e tais recursos sofisticados como monitores digitais em um pacote com economia de espaço pequeno que incluiu um sintonizador de rádio, toca-fitas, toca-discos, amplificador e alto-falantes. Por esta altura a empresa estava vendendo também de alto preço amplificadores, sintonizadores e outros full-size componentes tipo rack de áudio. Para o ano fiscal que termina em novembro de 1979, Aiwa postou um lucro líquido de ¥ 244.000.000 (EUA $ 1 milhão) em vendas de ¥ 38500000000 (EUA $ 157.800.000).
Em meados de 1980 Aiwa aventurou em outra categoria de produto quente, o de aparelhos de som fone de ouvido (que se tornou popular por Aiwa pai e sua Sony Walkman), com o lançamento da TP-S30, que contou com a gravação de som e funções de reprodução. Com a sua comercialização aumentou para os países industrializados da Europa e América do Norte, mudou-se Aiwa parte da sua produção mais próxima à área importante por abrir uma fábrica em Gales do Sul em setembro de 1980.

### Recuperação final dos anos 1980 a partir de quase falência
Em 1981 Aiwa entrou na área de vídeo pela primeira vez, quando começou a produção de videocassetes no Japão. Infelizmente, seguindo o exemplo de seu pai, Aiwa aprovou a Sony formato Betamax. Embora lançado um ano antes, o Betamax perdeu para o formato VHS em uma batalha para determinar qual seria o padrão da indústria. Dificuldades de composição Aiwa foram competição doméstica intensa e um iene muito forte, o último dos quais fez os produtos produzidos no Japão mais caros nos mercados de exportação. Para o exercício findo em novembro de 1986, Aiwa estava no vermelho pela primeira vez em oito anos, afixando uma perda antes de impostos de ¥ 5170000000 em vendas de ¥ 57,4 bilhões, forçando-o a renunciar a seu dividendo pela primeira vez em 14 anos. Aiwa estava oscilando à beira da falência. Mesmo a sua introdução pioneira do áudio digital primeira fita do sistema (DAT) março 1987 prometia pouco. Embora DAT foi inicialmente visto como uma ameaça para a indústria do CD crescendo porque os usuários podiam gravar - e não apenas jogar - em sistemas DAT, nunca a tecnologia realmente pegou.
Ajudando a puxar Aiwa fora deste tailspin foi Hajimi Unoki, que foi trazida da Sony para se tornar presidente da empresa vice-nova. Unoki ajudou a iniciar uma série de esforços de reestruturação. Esperando conseguir ¥ 2500000000 em uma economia anual, Aiwa cortou sua força de trabalho através de aposentadorias voluntárias de uma alta de 3.100 em 1985 para 1.300 em 1988. A empresa também consolidou suas instalações sede, que tinha sido distribuída entre quatro locais diferentes, em Tóquio. Além disso, integrou três de suas plantas de fabricação nacional, com a planta do Sul Utsunomiya convertido em um centro de tecnologia no início de 1989.
Mais crítico, no entanto, Aiwa agressivamente deslocou mais de sua produção no exterior, para neutralizar os efeitos do iene forte. A produção em suas fábricas no País de Gales e Singapura foi aumentada, com a fabricação de discos compactos (CD) players adicionado à linha de produtos que saem da instalação no País de Gales. Uma expansão da instalação no País de Gales foi concluída em Março de 1989. Em Singapura, a Aiwa acrescentou duas fábricas mais em Jurong, com abertura Jurong Oeste em fevereiro de 1987 e Oriente Jurong, em setembro de 1988. Através destes e de outros movimentos, Aiwa aumentou sua produção no exterior para abranger 50% da produção global. Pelo início dos anos 1990, após o estabelecimento de uma base de fabricação nova em Johor Bahru, Malásia, essa relação, por vezes, chegou a tão alto quanto 80%, de longe o valor mais elevado deste tipo da indústria japonesa audiovisual. Aiwa voltou à lucratividade e retomou o pagamento de dividendos no início de 1990 em grande parte graças à sua mudança para menor custo, a produção de baixos salários no exterior - uma mudança que outros na indústria logo imitado. Muito do crédito para a reviravolta foi dada ao Unoki agressiva, que foi nomeado presidente em 1989.

### De 1990 até hoje
No início da década de 1990, a Aiwa também expandiu sua linha de produtos. Em meados de 1993 Aiwa ganhou o controle da Core International Inc., fabricante dos EUA de periféricos de computadores. A empresa também encontrou o sucesso - e aumentou sua presença em equipamentos de vídeo - com uma linha de unidades de TV-VCR combinação. O pioneiro nesta área foi a Matsushita Electric Industrial Co., que introduziu o primeiro produto como em 1983. Aiwa foi capaz de capturar uma grande parcela deste mercado, seguindo com uma linha completa de TV-VCR modelos, cada um dos quais a inclusão de características especiais, como um sintonizador de satélite e um receptor bilíngüe. De acordo com Shunichi Otaki, escrita em 1994 edição de abril de Negócios Tokyo Hoje, essa estratégia follow-on foi uma chave para a prosperidade Aiwa: "O segredo do sucesso Aiwa reside menos na criação de uma nova tecnologia que em refino de tecnologia existente e oferecer novos produtos em uma faixa de preço que irá satisfazer hoje desconto sedentos consumidores. Isso contrasta fortemente com a abordagem de outros fabricantes, como Sony, que sempre perseguiu o high end do mercado, evitando descontos e esforçando-se para criar uma marca de prestígio."
Enquanto muitos de seus concorrentes lutaram no início e meados da década de 1990 contra os efeitos da desaceleração econômica prolongada japonês, Aiwa permaneceu rentável até o final da década. A empresa continuou a mudança de sua base de fabricação fora do Japão, com sua proporção de produção no exterior quase 90% até o final da década. Aumento da capacidade vieram das expansões da fábrica da Malásia em 1994 e da instalação no País de Gales do Sul em 1995, e da criação de duas filiais de produção na Indonésia - PT Aiwa Indonésia em 1996 e PT Aiwa Dharmala em 1997. Ao final dos anos 1990 a empresa empregava mais de malaios japonês. Tomando este fato um passo adiante, Unoki, em uma entrevista com Claire Leow publicado na edição de 16 de maio de 1994, da Business Times, resumiu as mudanças dramáticas que ele tinha ajudado a engendrar a Aiwa durante seu mandato: "Eu não acho que é Aiwa uma empresa japonesa mais. Na produção total, 90% em breve estará de subsidiárias no exterior. Em vendas, 70% a 85% vêm do exterior. No emprego total, 75% são não-japoneses." Unoki passou a dizer que: "uma empresa não precisa pertencer a nenhum país. Tem de fazer dinheiro. Acionistas colocam dinheiro e olham para os retornos sobre o investimento." Acionistas da Aiwa eram de fato bem recompensado pelo seu investimento, como o retorno sobre o capital próprio a partir de 1994 a 1998 nunca foi inferior a 11,7% e era tão alta quanto 20,9%.
Como Aiwa aproximou-se do novo milênio, a sua área de produtos de maior sucesso até à data tinha sido o seu sistema de som Minicomponent. Na década de 1990 estes sistemas tipicamente caracterizado um amplificador, sintonizador, leitor de CD e leitor de cassetes duplo. Aiwa era a líder de mercado mundial, nesta categoria, com uma quota de 30%. Nos Estados Unidos, Aiwa haviam capturado cerca de metade do mercado até o final de 1990. Enquanto a companhia continuou a encontrar o sucesso em seu setor de áudio core, esse setor só no longo prazo, seria incapaz de manter Aiwa crescendo. Novos produtos foram claramente necessário. No mercado japonês, Aiwa encontrou o sucesso no final de 1990 com uma variedade de produtos, incluindo modems e adaptadores de terminal; pequeno, de 14 polegadas a 21 polegadas "de uso pessoal" TVs a cores; sintonizadores digitais usadas para receber transmissões de televisão por satélite; e minidisc (MD) jogadores. Como era típico da Aiwa produtos, as TVs, embora nas faixas de preço mais baixo, ofereceu uma série de características convenientes, tais como painel frontal tomadas de entrada AV e exibe na tela. Também típico foi Aiwa abordagem para o MD, um disco gravável menores em tamanho do que um CD. Introduzido em 1992, o MD alcançou a massa crítica no Japão apenas em 1995, altura em que Aiwa vigorosamente entrou na categoria, introduzindo uma linha de players portáteis MD bem como a incorporação jogadores MD em Minicomponent sistemas e decks de cassetes portátil de rádio.
No exterior, Aiwa começou um empurrão no mercado de áudio do carro, em 1997, com a introdução na América do Norte de uma linha de auto-rádios, sistemas de alto-falante, e variadores de CD. As vendas foram logo se expandiu para a Europa e América do Sul. Os produtos audio do carro foram inicialmente produzidas em uma base contratual, mas em fevereiro de 1999 começou a fabricar Aiwa direta dos produtos em uma fábrica de propriedade da empresa na Indonésia. Mais tarde, em 1999, subsidiária da Aiwa EUA lançou uma linha de DVD players, DVD sendo a mais recente tecnologia de vídeo tentando suplantar o VCR onipresente, ou pelo menos encontrar um lugar de sucesso ao lado dele. Por esta altura a empresa tinha também entrou no mercado para o que chamou de "produtos de vida amenidade", como purificadores de ar e umidificadores. Entre os produtos em fase de protótipo, no final do milênio foram um assistente pessoal digital, um aparelho de som portátil com um built-in DVD player e tela de vídeo, e um pequeno computador Internet-centrado. Enquanto ainda focado em áudio, Aiwa parecia estar se posicionando para a convergência de longa espera dos eletrônicos de consumo e os setores de computadores pessoais, o que, talvez, ter lugar no início do século XXI.
As principais subsidiárias eram: Aiwa Iwate Co., Ltd.; Aiwa Hanaizumi Co., Ltd.; Aiwa Akita Co., Ltd.; Paulownia Co., Ltd.; Aiwa Trading Co., Ltd.; Aiwa Wales Manufacturing Ltd. (Reino Unido); Aiwa Eletrônica Malaysia Sdn. Bhd; PT Aiwa Indonésia; PT Aiwa Dharmala (Indonésia), Singapura Aiwa Ltd.; Aiwa America, Inc. (EUA); Aiwa (UK) Ltd.; Aiwa France SA; Aiwa Deutschland GmbH (Alemanha); Aiwa International Ltd. (Hong Kong); Aiwa Taiwan Electronics Co., Ltd.; Aiwa Golfo FZE (United Arab Emirites); Aiwa Latinoamerica (Panamá) SA; Aiwa Nederland BV (Holanda); Aiwa do Brasil Ltda. (Brasil); Aiwa Hong Kong Ltd.; Aiwa Research & Development, Inc. (EUA); Aiwa Digital Technology, Inc. (EUA); Aiwa International (Tailândia) Co., Ltd

### Falência e Venda para a Sony
Em outubro de [2003 a Sony comprou toda a empresa por cerca de 230 milhões de dólares, com isso a empresa chegou ao fim, porém a marca seria usada pela Sony até 2015. Os produtos Aiwa estão somente em lojas da Sony ou autorizadas.

### Renascimento da marca em 2015
Em 2015, a Dormitus Brands, uma empresa de aquisição de marca com sede em Chicago, liderada por Mark Thomann, adquiriu os direitos da marca Aiwa e da marca registrada da Sony. Thomann olhou para emparelhar a marca com uma empresa que estava inovando na indústria de áudio, levando eventualmente a um acordo com a Hale Devices, Inc., liderada por Joe Born. Hale Devices se renomeou para Aiwa. A marca Aiwa foi formalmente relançada em março de 2015, liberando seu primeiro produto, o Exos-9 , um alto-falante Bluetooth sem fio.

## Aiwa no Brasil
A Aiwa é lembrada no Brasil pelos seus robustos Mini System na Década de 90, que combinavam belo design, recursos diversos e áudio de alta qualidade. A partir de 1996, a empresa brasileira de eletrônicos CCE fecha uma parceria com a Aiwa para a montagem, fabricação e comercialização dos produtos no país, mantendo tanto o nome original nos modelos mais caros e colocando a marca CCE somente nos nas linhas abaixo do topo (low-end e alguns mid-end) ou com modificações que agradavam mais o consumidor brasileiro da época. Em 2000, ela possuía 20% da fatia do mercado de Áudio brasileiro.
A parceria entre as duas marcas durou até 2002, coincidindo com a Sony absorvendo completamente a marca japonesa por US$ 114 Milhões e tirando de linha os produtos com a marca Aiwa do mercado.
Foi uma retirada estratégica, para a revitalização e reposicionamento de marca, pois logo no ano seguinte, lançam produtos de áudio e vídeo com foco no público jovem e de baixo custo. Porém, não obteve êxito esperado e em 2007 a Sony descontinua o uso do nome em escala global.
Apesar de a marca ter renascido em 2015, a volta oficial da Aiwa ao Brasil foi mais demorada. Somente em 2022, o Grupo MK (também detentor da marca de eletroportáteis Mondial) logo após ter adquirido o parque industrial da Sony no Polo Industrial de Manaus, onde até então eram fabricadas e montadas as TV's e acessórios da marca, decide usar nome Aiwa para o lançamento TVs e equipamentos de som, entrando com força total no concorrido mercado de áudio e vídeo.
O retorno da marca foi bastante divulgado em sites especializados em Tecnologia e até com visitas guiadas aos jornalistas a fábrica.